# Bitwa pod Muret

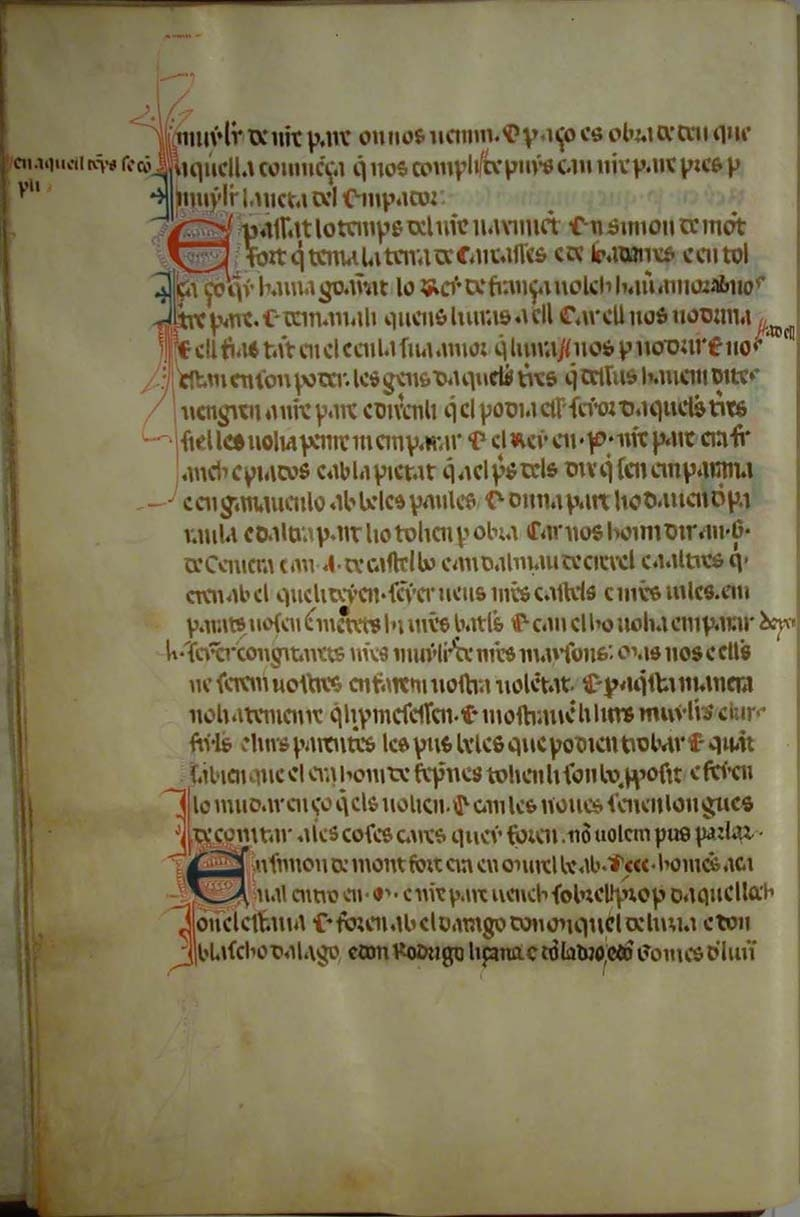

Bitwa pod Muret – starcie zbrojne, które miało miejsce 12 września 1213 podczas wojen albigeńskich (1209–1229), gdzie wojska krzyżowców pod wodzą Szymona IV de Montfort pokonały wojska dowodzone przez króla Aragonii Piotra II Katolickiego i wojska jego wasali z Langwedocji.

## Tło bitwy
Szymon IV de Montfort stał na czele krucjaty zwalczającej albigensów. Głównym jego celem było zniszczenie herezji katarów. Najechał więc na Tuluzę i wygnał stąd jej hrabiego Rajmunda VI. Wówczas hrabia Rajmund VI poszukał pomocy u swego szwagra króla Aragonii i hrabiego Barcelony Piotra II, który poczuł się zagrożony podbojami de Montforta w Langwedocji. Król Aragonii postanowił zatem przekroczyć Pireneje i uderzyć na Szymona pod Muret.
Dnia 10 września armia króla Aragonii Piotra II i jego wasali przybyła pod Muret, gdzie dołączyła do niej milicja z Tuluzy. Piotr II uszykował swą armię tak, że jego prawe skrzydło chronione było przez rzekę Saudrune, a lewe przez bagna. Tuluską milicję skierował do ataku na mury miasta.

## Bitwa
Szymon de Montfort prowadził armię złożoną z 870 francuskich krzyżowców, włączając w to mały kontyngent rycerzy przyprowadzony przez sprzymierzonego z nim wicehrabiego Corbeil. Wśród 870 konnych Szymona de Montfort znajdowało się 270 rycerzy, tworząc niewielkie wojsko, ale wyjątkowej jakości. Król Piotr z Aragonii przyprowadził 800 – 1000 aragońskiej kawalerii, którą wspomagała tuluska milicja i wojska przyprowadzone przez hrabiów Comminges i Foix.
Szymon podzielił swą armię na trzy szwadrony, a potem poprowadził ją przez Garonnę na spotkanie wojsk aragońskich. Hrabia Rajmund, sojusznik i szwagier Piotra doradzał postawę defensywną w celu osłabienia nacierającego wroga przy użyciu strzał i oszczepów. Piotr odrzucił tę sugestię, jako nierycerską i niehonorową. Król wyjechał na pierwszą linię, zmieniwszy swą królewską zbroję na pełną zbroję zwykłego żołnierza. W jego wojsku panował bałagan i zamieszanie. Gdy pierwszy szwadron de Montforta ruszył do szarży, kawaleria aragońska została rozbita, a król Piotr II stracił konia. Pomimo że krzyczał „Jestem królem”, został zabity. Wojska aragońskie zorientowawszy się, że król nie żyje w panice uciekły z pola bitwy, ścigane przez krzyżowców Montforta.